# Уте Штайндорф
Уте Штайндорф (нім. Ute Steindorf, 26 серпня 1957) — східнонімецька академічна веслувальниця.
Олімпійська чемпіонка 1980 року в складі розпашної двійки без стернової.
Чемпіонка світу 1977 (вісімки), 1979 (розпашні двійки без стернової) років.